# Weißschenkliger Langur
Der Weißschenklige Langur (Presbytis siamensis) ist eine Primatenart aus der Gruppe der Schlankaffen (Presbytini).

## Merkmale
Das Fell dieser Primaten ist am Rücken grau oder bräunlich und am Bauch weiß oder hellgrau gefärbt. Namensgebendes Merkmal sind die weißlichen oder hellgrauen Hinterbeine; die Hände und Füße sowie der Schwanz sind schwärzlich. Das Gesicht ist durch die helle Backenbehaarung und einen hellen Ring um die Augen charakterisiert, oft ist ein Haarschopf am Kopf vorhanden. Wie alle Mützenlanguren sind sie relativ kleine, schlanke Primaten mit langem Schwanz.

## Verbreitung und Lebensweise

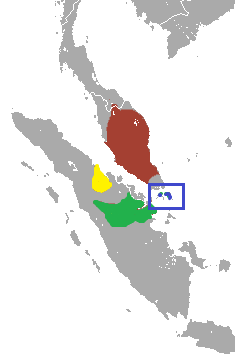
Verbreitungsgebiet des Weißschenkligen Languren.
P. s. siamensis
P. s. cana
P. s. paenulata
P. s. rhionis

Weißschenklige Languren leben auf der Malaiischen Halbinsel – aber nicht im äußersten Süden – sowie auf der Insel Sumatra. Hier bewohnen sie die mittleren und östlichen Teile sowie einige der vorgelagerten Riau-Inseln. Ihr Lebensraum sind Wälder.
Über die Lebensweise ist wenig bekannt, vermutlich stimmt sie mit der der übrigen Mützenlanguren überein. Demzufolge sind sie tagaktiv und leben meist auf Bäumen, wo sie sich springend oder auf allen vieren fortbewegen. Sie leben in Haremsgruppen, die sich aus einem Männchen sowie mehrere Weibchen und Jungtieren zusammensetzen. Diese Primaten sind Pflanzenfresser, die sich vorwiegend von jungen Blättern und Früchten ernähren.

## Systematik
Systematisch galt der Weißschenklige Langur lange Zeit als konspezifisch mit dem Bindenlangur, heute wird er meist als eigene Art betrachtet. Die Populationen der Natuna-Inseln gelten heute ebenfalls als eigene Art (Natuna-Langur). Es werden vier Unterarten unterschieden: P. s. siamensis auf der Malaiischen Halbinsel, P. s. cana aus dem östlichen Zentralsumatra zwischen Siak und Indragiri und von Kundur, P. s. paenulata aus dem östlichen Zentralsumatra nordwestlich des Rokan und P. s. rhionis von Bintan (eventuell auch auf Batam und Galang). Zwischen den Verbreitungsgebieten von P. s. cana und P. s. paenulata lebt der Ostsumatra-Bindenlangur (Presbytis percura).